# وو سئونگ جائه
وو سئونگ جائه (به کره‌ای: 우승재) زاده ۲۶ ژوئیهٔ ۱۹۸۷ است. او کشتی گیر کشور کره جنوبی است. از افتخارات وی می‌توان به کسب مدال برنز کشتی فرنگی مسابقات قهرمانی کشتی جهان ۲۰۱۳ اشاره کرد. 